# 浜野卓也
浜野 卓也（はまの たくや、1926年1月5日 - 2003年8月10日）は、日本の児童文学作家、評論家、教育者。専攻は近代文学。中学、高校での教師を務めたのち、山口女子大学（現・山口県立大学）教授、日本大学芸術学部講師、立教女学院短期大学講師、日本児童文学学会代表理事を歴任した。日本児童文学者協会理事、日本児童文芸家協会理事、日本文芸家協会会員。

## 来歴・人物
静岡県御殿場市出身。早稲田大学第一文学部国文科を卒業後、都内の中学、高校教師を務め、立教大学大学院を修了（近代文学専攻）。
上野高等学校教頭を最後に高校教師を退職したのち、山口女子大学（現・山口県立大学）教授、日本大学芸術学部講師、立教女学院短期大学講師、日本児童文学学会代表理事などを歴任。教職の傍ら、創作活動にも努め、児童文学における歴史小説の代表的な作家として活躍した。
『堀のある村』、『やまんばおゆき』（産経児童出版文化賞受賞）、『とねと鬼丸』（小学館文学賞受賞）、『さよなら友だち』（日本児童文芸家協会賞特別賞受賞）、『五年二組』シリーズなどの創作をはじめ、『足利尊氏』、『北条時宗』、『毛利元就』などの伝記・評伝、『新美南吉の世界』などの評論の著書多数。
主な受賞名〔年〕
・毎日児童小説(第14回)〔昭和39年〕「みずほ太平記」
・新美南吉文学賞(第7回)〔昭和49年〕「新美南吉の世界」
・サンケイ児童出版文化賞(第25回)〔昭和53年〕「やまんばおゆき」
・小学館文学賞(第31回)〔昭和57年〕「とねと鬼丸」
・児童文化功労者賞(第37回)〔平成9年〕
・勲四等旭日小綬章〔平成15年〕
ロックミュージシャンの浜野純は子息。

## 著書
- 『子どもの伝記15 福沢諭吉』 ポプラ社 1998年 ISBN 978-4591058756/2010年 ISBN 978-4591114841